# Philippine Arena
Philippine Arena là một nhà thi đấu đa năng nằm ở Ciudad de Victoria, một khu doanh nghiệp du lịch rộng 140 ha ở các đô thị tự trị Bocaue và Santa Maria, Bulacan, Philippines. Nhà thi đấu cách Manila khoảng 30 km về phía bắc. Nhà thi đấu có sức chứa tối đa là 55.000 người. Đây là nhà thi đấu lớn nhất thế giới. Nhà thi đấu này là một trong những dự án trung tâm của nhiều dự án kỷ niệm một trăm năm để chuẩn bị cho lễ kỷ niệm 100 năm thành lập Iglesia ni Cristo (INC) vào ngày 27 tháng 7 năm 2014. Chủ sở hữu hợp pháp của Philippine Arena là tổ chức giáo dục của INC, Đại học Kỷ nguyên Mới.

## Lịch sử

### Xây dựng
Năm 2011, tập đoàn Hanwha Engineering and Construction của Hàn Quốc đã giành được hợp đồng xây dựng Philippine Arena. Hanwha đã trả giá cao hơn so với tập đoàn EEI Corporation của Philippines. Nhà thi đấu được khởi công xây dựng vào ngày 17 tháng 8 năm 2011. Hanwha tuyên bố rằng tập đoàn đã hoàn thành xây dựng nhà thi đấu vào ngày 30 tháng 5 năm 2014. Philippine Arena đã không chính thức được khánh thành cho đến gần hai tháng sau đó.

### Khánh thành
Philippine Arena cùng với Ciudad de Victoria đã chính thức được khánh thành vào ngày 21 tháng 7 năm 2014. Sau đó, Tổng thống Philippines Benigno Aquino III và Bộ trưởng điều hành Iglesia ni Cristo, ông Eduardo Manalo đã công bố điểm đánh dấu của Ciudad de Victoria.

## Chi tiết về tòa nhà

### Ý tưởng
Ý tưởng thiết kế ban đầu của đấu trường Philippine Arena được lấy cảm hứng từ cây Narra, biểu tượng mẫu mộc của Philippines và gốc của cây Banyan. Mái nhà được lấy cảm hứng từ một lều Nipa.

### Kiến trúc
Một công ty khổng lồ kiến trúc toàn cầu là Populous, đã thiết kế công trình tại văn phòng của họ ở Brisbane, Úc. Địa điểm chính thức của các cơ sở thể thao mô tả là phong cách kiến trúc của Kiến trúc Hiện đại. Đấu trường đã được lên kế hoạch tổng thể để cho phép ít nhất 50.000 người tụ tập bên trong tòa nhà và hơn 50.000 người để tập trung tại một 'điểm trực tiếp' hay quảng trường bên ngoài có thể tham gia các sự kiện lớn. Cánh ngồi của đấu trường là một cánh một mặt và được phân chia thành hai phần, một cánh trên và một cánh dưới có sức chứa khoảng 25.000 chỗ ngồi. Cánh dưới là phần được sử dụng nhiều nhất của tòa nhà và thiết kế kiến trúc của nó cho phép dễ dàng tách cánh thấp hơn khỏi tầng trên, có khả năng cách âm thanh và cách nhiệt. Một khu vực chỗ ngồi có sức chứa 2.000 người cũng được lắp đặt phía sau sân khấu chính được sử dụng bởi dàn hợp xướng của Iglesia ni Cristo cho các sự kiện của nhà thờ công giáo.
Bố trí chỗ ngồi của đấu trường khác với các đấu trường tiêu chuẩn nơi mà vị trí sân khấu đặt ở giữa và được bao quanh bởi các ghế ngồi. Chỗ ngồi của đấu trường gần giống với một nhà hát vòng tròn Hy Lạp, được xây dựng theo hình bán nguyệt với các ghế ở hai bên và ở phía trước của sân khấu đấu trường. Các hàng ghế ngồi được chia thành ba phần. Mỗi phần có màu xanh lá cây, trắng và đỏ: màu của cờ Iglesia Ni Cristo.
Đấu trường có 4 tầng hay gọi là cấp. Cấp độ 1 dùng cho sự kiện nhỏ, mức 2 là cấp độ mở cửa cho công chúng xem sự kiện lớn hơn, tầng 3 là khu vực VIP đồng thời có phòng hội nghị nằm đối diện với quảng trường chính bên ngoài tòa nhà đấu trường, và tầng 4 là phòng chờ bên trên.
Bên cạnh đó, nhà thầu Hanwha đã thuê công ty kiến trúc riêng của họ, Haeanh Architects để hỗ trợ cho dự án.

### Cấu trúc
Công trình được xây dựng trên khu đất rộng 99.200 mét vuông (1.068.000 ft vuông), đấu trường có một mái vòm với diện tích hơn 9.000 mét vuông (97.000 foot vuông). Mái vòm kéo dài khoảng 170 mét (560 ft) và xây bằng 9.000 tấn thép. Mái vòm được xây như bộ phận riêng biệt để giảm sức nặng cho đấu trường về tải trọng. Đấu trường có chiều cao 65 mét (213 ft), tương đương khoảng mười lăm tầng. Khoảng một phần ba tải trọng chết của tòa nhà được thiết kế cho tải trọng chống động đất. Tòa nhà cũng được chia thành nhiều cấu trúc để tăng cường khả năng chống động đất của đấu trường.

### Cảnh quan
Kiến trúc sư cảnh quan Peter Walker, là người đã tạo cảnh quan cho Bảo tàng & Đài tưởng niệm ngày 11 tháng 9, thiết kế cảnh quan cho đấu trường và toàn bộ khu phức hợp của Ciudad de Victoria. Đấu trường, một loạt các quảng trường ngoài trời, khu vườn và địa điểm biểu diễn tạo thành cấu trúc tổng thể với: Các quảng trường trung tâm từ Bắc đến Nam, Quảng trường Promontory, Cầu thang lớn và Quảng trường Ciudad de Victoria có liên quan với nhau tại hai trục cắt (Bắc-Nam và Đông-Tây) giao nhau tại quảng trường Promontory. Hai đài phun nước có thể bắn tháp nước cao tới 15 mét (49 ft) cũng được lắp đặt trước đấu trường.

## Các sự kiện đáng chú ý
| Ngày                      | Người biểu diễn | Chuyến lưu diễn/Sự kiện | Khán giả |
| ------------------------- | --------------- | ----------------------- | -------- |
| 25 và 26 tháng 3 năm 2023 | Blackpink       | Born Pink World Tour    | 92.720   |

## Trong phương tiện truyền thông phổ biến
Philippine Arena được giới thiệu trong một bộ phim tài liệu có tên Man Made Marvels: Quake Proof. Nó được phát sóng vào ngày 25 tháng 12 năm 2013 tại Discovery Channel và cũng tập trung vào việc làm cho các công trình ở Philippines an toàn hơn trước các thảm họa tự nhiên nói chung như động đất và bão.

## Lễ tân
Vào ngày 27 tháng 7 năm 2014, Kỷ lục Guinness thế giới đã công nhận đấu trường là nhà hát trong nhà sử dụng hỗn hợp lớn nhất.